# Ottorino Respighi
Ottorino Respighi (Bologna, 1879. július 9. – Róma, 1936. április 18.) olasz zeneszerző, zenetudós, karmester, a zenei impresszionizmus jeles képviselője. Fő művének a Róma kútjai című zenekari darabja tekinthető, amelyet neves karmesterek vettek fel repertoárjukba. A siker hatására elkészítette a Róma fenyőit, majd később a trilógia harmadik darabját, a Római ünnepeket is.

## Életpályája
Zenei tehetsége már kora gyermekkorában megmutatkozott, ezért már nyolcéves korában kezdte hegedűtanulmányait, amihez a zeneszerzést is hozzávette 1891-től a Liceo Musicaléban. Komponálni 1892-ben kezdett. 1902-ben Szentpétervárra utazott, ahol Rimszkij-Korszakovnál, a hangszerelés mesterénél tanult. Abbéli technikájának magas szinten való elsajátítása felismerhető egész életművén.
Bolognába visszatérve zenekarokban hegedült, brácsázott, zongorázott, vezényelt. Közben Berlinben is tanult rövid ideig Max Bruch mellett. Zeneszerzői egyénisége nehezen tört a felszínre: hatott rá Debussy, Rimszkij-Korszakov és Richard Strauss. Írt operát (Enzo király), prelúdium, korál és fúgát zenekarra, zongoraversenyt, kamaraműveket – különösebb visszhang nélkül. Sinfonia Drammaticája túlságosan nehézkes, dalai és más művei súlytalanok voltak. 1913-ban a római Santa Cecilia Akadémia zeneszerzéstanárává nevezték ki. Itt ismerte meg leendő feleségét, Elsa Olivieri Sangiacomót. 1916-ban írt Róma kútjai című zenekari darabjával megalkotta élete egyik fő művét. A darabot azonnal felvették repertoárjukba a világ legnevesebb karmesterei, így zeneszerzői hírneve gyorsan terjedt az egész világon. A siker hatására elkészítette a Róma fenyőit, majd később a trilógia harmadik darabját, a Római ünnepeket. A három darabot együttesen „Római triptichon”-nak nevezik.
1924-ben a Santa Cecilia igazgatója lett, de mindössze két év múlva visszavonult, hogy teljes egészében a zeneszerzésnek éljen. Tanári állását azonban a zeneszerzői mesterképzőben fenntartotta, itt számos kiváló tanítványa volt, többek között Farkas Ferenc. 1927-ben a múlt olasz darabjait idéző kamarazenekari darabja, A madarak aratott sikert. Ebben az időszakban más darabjai is a korábbi idők zenéje iránti érdeklődését tükrözik (Három Botticelli-kép, Gregorián koncert, Dór kvartett, Dicsőítő ének az Úr születésére). Azt írták műveiről, hogy „új-régi” zene. 1932-ben az Olasz Akadémia tagjává választotta, a világ számos kiemelkedő zenei egyéniségével ismerkedett össze: Kodály Zoltánnal, Maurice Ravellel, Richard Strausszal, Arnold Schönberggel és Igor Stravinskyval. Élete végén az opera kezdte érdekelni, kilencet meg is írt, de ezek a művek nem arattak komolyabb sikert. A legutolsót, a Lucreziát felesége, Elsa fejezte be.

## Műveiből

### Zenekari művek
- Sinfonia Drammatica, 1915
- Fontane di Roma (Róma kútjai), 1915–1916
- Pini di Roma (Róma fenyői), 1923–1924
- Feste Romane (Római ünnepek), 1928
- Brazil impressziók, 1928
- Régi dalok és táncok 1–3., 1917, 1924, 1932
- Gli Uccelli (A madarak), 1927
- Trittico Botticelliano (Három Botticelli-kép), 1927

### Versenyművek
- a-moll zongoraverseny, 1902
- Adagio con variazioni (csellóra és zenekarra), 1920
- Concerto Gregoriano (Gregorián concerto hegedűre és zenekarra), 1921
- Concerto in modo misolidio (Concerto mixolídban), 1925
- Concerto a cinque (Ötösverseny hegedűre, oboára, nagybőgőre, klarinétra és vonósokra), 1933

### Kamarazenei művek
- b-moll hegedűszonáta
- Gitárvariációk
- D-dúr vonósnégyes, No.1, 1892–1898
- B-dúr vonósnégyes, No.2, 1898
- f-moll zongoraötös, 1902
- Hat darab hegedűre és zongorára, 1901–1906
- D-dúr vonósnégyes, 1907
- d-moll vonósnégyes, 1909
- Quartetto Dorico (Dór vonósnégyes), 1924

### Operák
- Re Enzo (Enzo király), 1905
- Semirâma, 1909
- Marie Victoire, 1913
- La Bella Dormente Nel Bosco (Csipkerózsika) 1922
- Belfagor, 1923
- La fiamma (A láng), 1934 (Magyarországi bemutató: 1935, Magyar Királyi Operaház)
- Lucrezia 1937

### Kórusművek
- Lauda per la Natività del Signore, kantáta, 1930
- La Sensitiva, (mezzoszoprán és zenekar).

## Hangfelvételek
- La pentola magica – Youtube.com, Közzététel: 2011. augusztus 5.
- Három Bitocelli-kép,  – Youtube.com, Közzététel: 2014. december 26.
- Notturno – Youtube.com, Közzététel: 2010. május 29.
- Róma fenyői – Youtube.com, Közzététel: 2013. december 26.
- Madarak – Youtube.com, Közzététel: 2013. március 7.
- Ősi táncok – Youtube.com, Közzététel: 2008. március 28.
- Római ünnepek – Youtube.com, Közzététel: 2013. október 24.
- Belkisz, Sába királynője – Youtube.com, Közzététel: 2017. október 21.
- Róma kútjai – Youtube.com, Közzététel: 2016. november 26.

## Kották
- Respighi, Ottorino. International Music Score Library Project. (Hozzáférés: 2019. május 17.)